# Morong (Rizal)
Morong (Bayan ng Morong) är en kommun i Filippinerna. Kommunen ligger på ön Luzon, och tillhör provinsen Rizal. Folkmängden uppgår till 42 489 invånare.
Morong är indelat i 8 barangayer.

## Bildgalleri

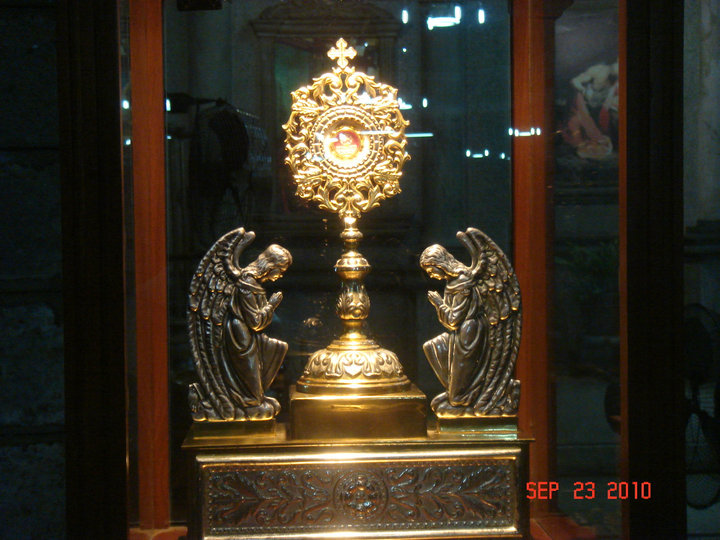
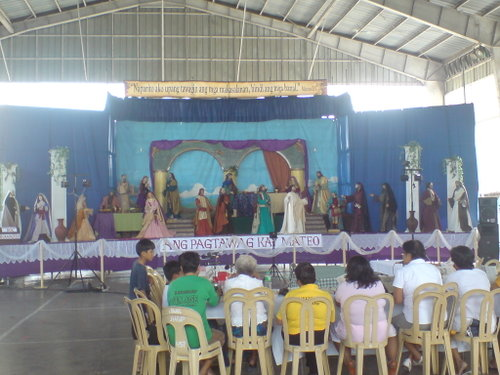